# Nemo certe ignorat
Nemo certe ignorat ist eine am 25. März 1852 veröffentlichte Enzyklika von Papst Pius IX. Der Papst beantwortete die von der irischen Bischofssynode an den Heiligen Stuhl gestellten Anfragen und Bitten und schrieb „über die Disziplin der Geistlichen“. Anfangs beschrieb er die Harmonie und das gute Verständnis zwischen den Geistlichen Irlands und dem Heiligen Stuhl und lobte den Ehrgeiz, mit dem sich die Bischöfe gegen „starke Stürme“ gewehrt hätten.
Darüber hinaus erklärte Pius IX. sein Einverständnis zu der 1850 in Dublin abgehaltenen Bischofssynode und bestätigte das entsprechende Protokoll vom 11. September 1850, welches der Kongregation für die Verbreitung des Glaubens zwecks weiterer Bearbeitung vorgelegt worden sei. Ebenso ging der Papst auf die Bischofssynode von 1851 in Tullamore ein und wies auf das Dekret der Kongregation für die Verbreitung des Glaubens hin, wobei er den Antrag zur Gründung einer Katholischen Universität (vergl. Optime noscitis (1854)) begrüßte. Dem irischen Episkopat versicherte er die volle Unterstützung bei der Umsetzung ihrer Aufgaben.
Letztlich exhortierte er die Geistlichen zur Pflege der Studien und erwartete, dass gerade die jungen Geistlichen in aller Frömmigkeit und Tugend sowie im kirchlichen Geist sorgfältig die Literatur studieren und in Disziplin leben sowie den Geist üben.